# Waldbühne Hardt

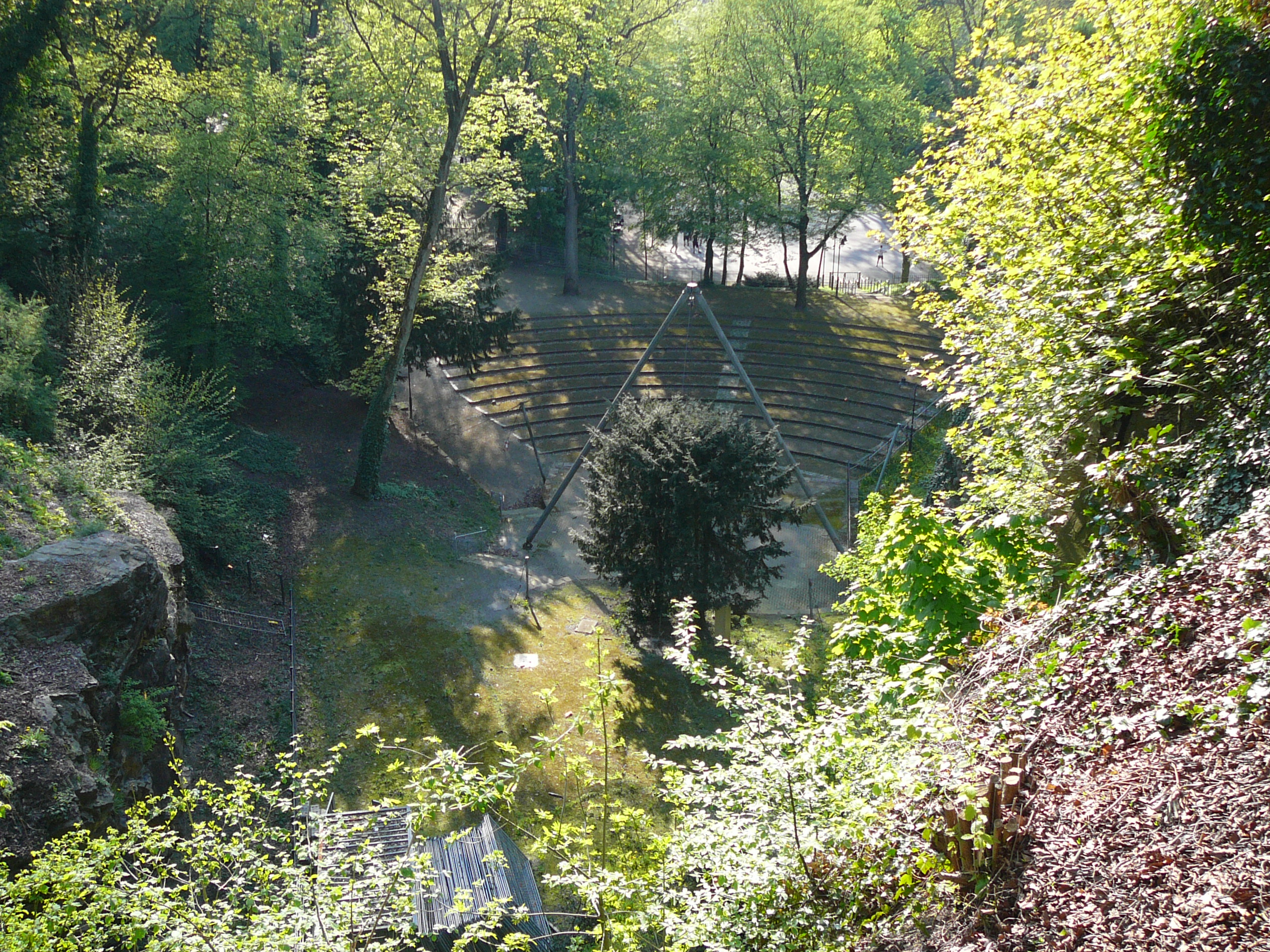
Der Blick von oben in den Zuschauerbereich

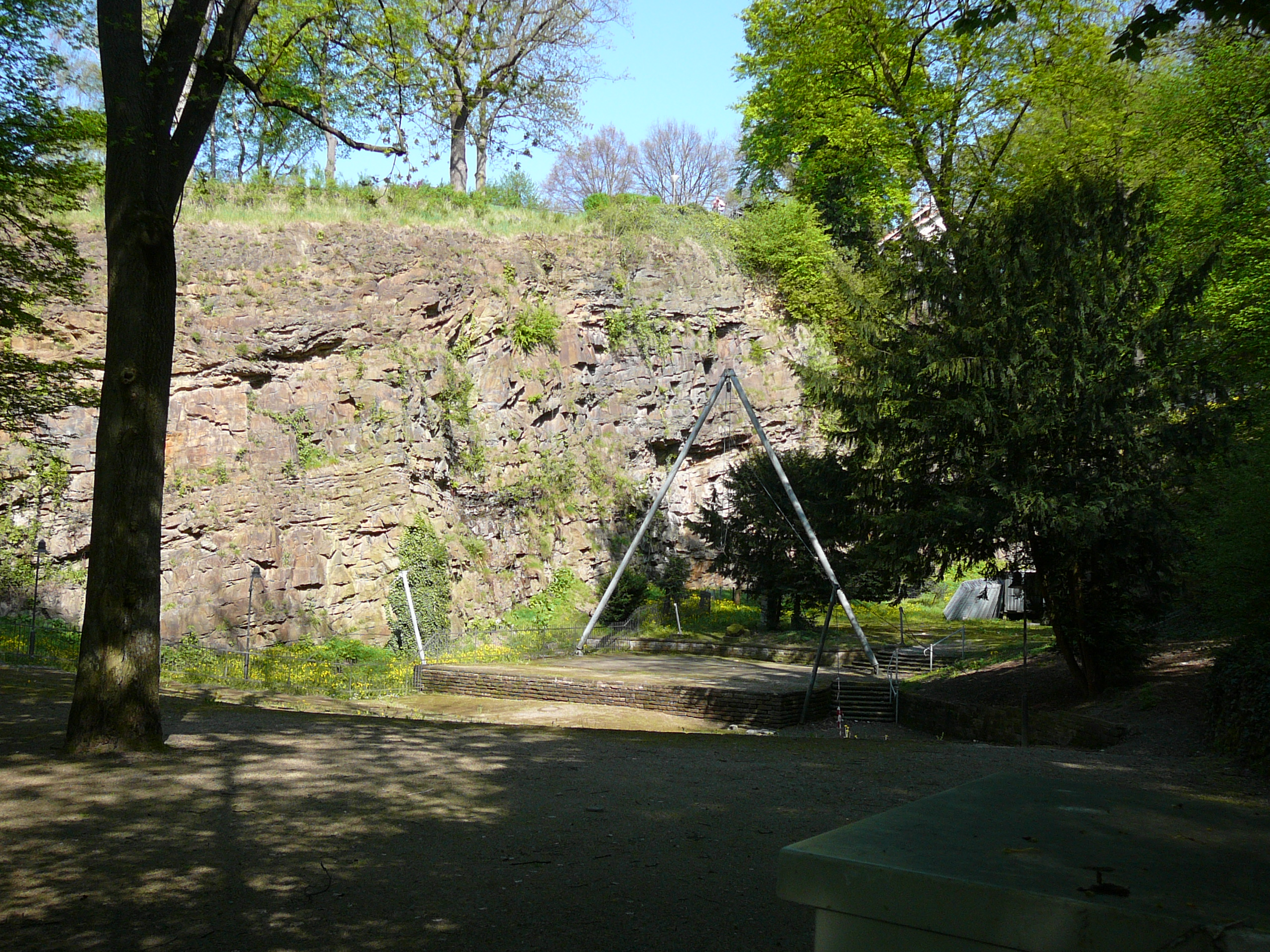
Der Blick auf den Bühnenbereich

Die Waldbühne auf der Hardt ist ein Veranstaltungsort in Wuppertal. Die Freilichtbühne befindet sich auf dem Gelände des Landschaftsparks Hardt im Stadtbezirk Elberfeld.
Die Bühne am südwestlichen Hang der Erhebung „Hardt“ ist in einem kleinen Tal gelegen und bietet Platz für rund zweitausend Zuschauer. Das Tal wird von einem ehemaligen Steinbruch gebildet und ist als geologisches Naturdenkmal geschützt. Der Steinbruch diente im 18. und 19. Jahrhundert zur Straßenpflasterung und zum Häuserbau.

## Heutige Nutzung
Auf der mit einem Zelt überdachten Bühne traten in der Vergangenheit unter anderem Silbermond, Al Jarreau, Element of Crime, Fury in the Slaughterhouse, The BossHoss, Samy Deluxe, Sido, Harris und die Höhner auf.
Aber auch Theateraufführungen wie beispielsweise eine Inszenierung der „The Rocky Horror Show“ des Theaters in Cronenberg fanden hier statt. Am 17. Mai 2003 fand im Rahmen der „Master of Chess“-Tournee eine Live-Hörspielaufführung der Die drei ??? statt. Eine besondere Stimmung im Talkessel ergab sich zur Harry-Potter-Lesung (in englischer Sprache) zum Verkaufsstart des letzten Harry-Potter-Bandes am 20. Juli 2007.

### Feuertal-Festival

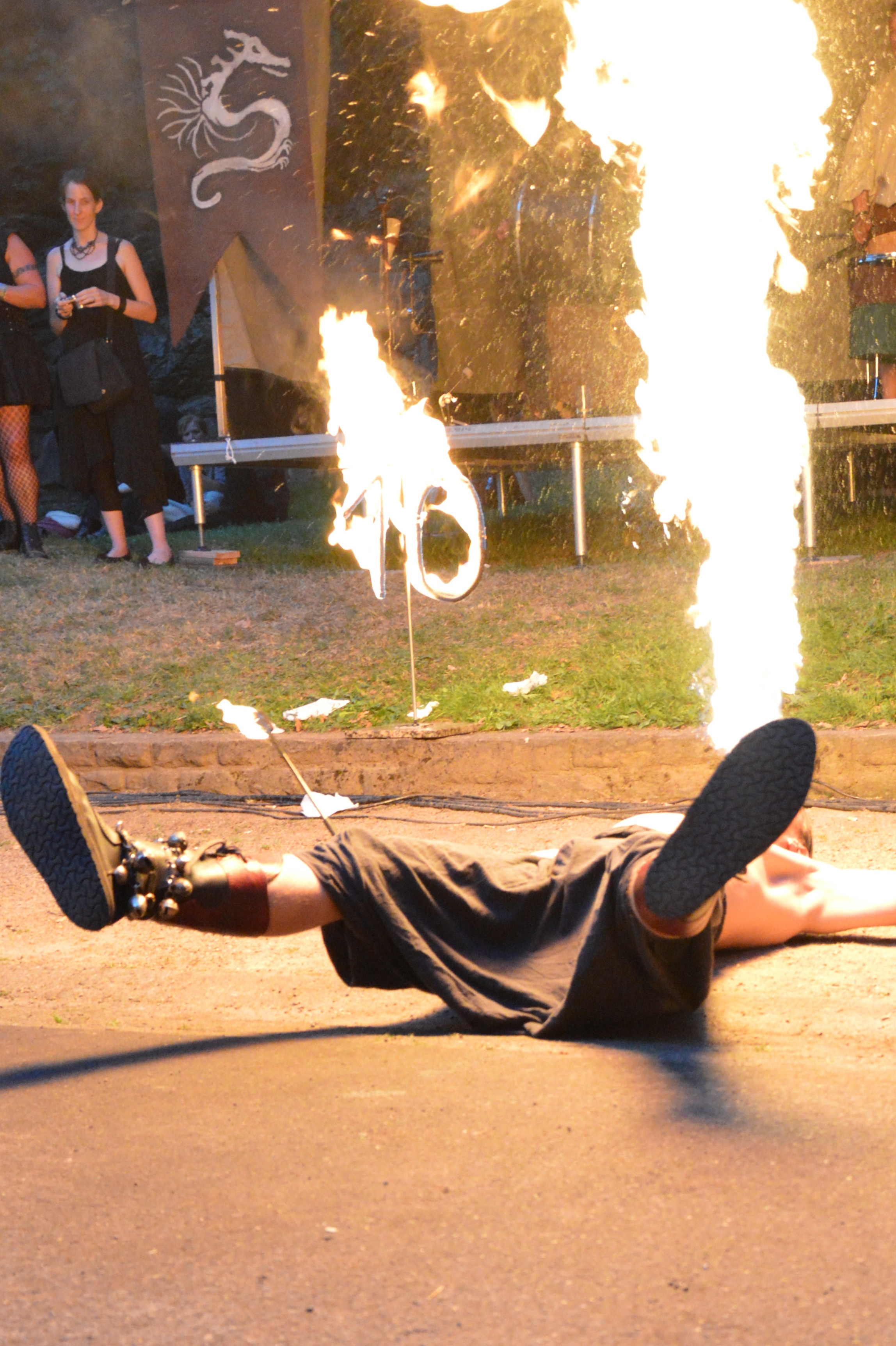
Artist am Feuertal-Festival 2013

Seit 2003 findet hier jährlich in der letzten Augustwoche unter dem Namen „Feuertal-Festival“ ein Musikfestival des Mittelalter-Rock in Verbindung mit einem kleinen Mittelaltermarkt statt.
Aufgrund der begrenzten Kapazität der Waldbühne wird eine Besucherzahl von ca. 2500 nicht überschritten.

### Hardt Open Air Festival
Seit 2015 findet dort das Hardt Open Air Festival statt, ein dreitägiges Festival unterschiedlicher Musikrichtungen mit freien Eintritt, veranstaltet von der Eventschmiede Wuppertal.